# 二溴化铂
二溴化铂是铂的一种溴化物，化学式 PtBr2。

## 制备
二溴化铂可以由溴铂酸在 280 °C下分解而成。

## 性质
二溴化铂是一种深棕色或深绿色固体，不溶于水和酒精。它是六方晶系/正交晶系的。

## 反应
和溴反应生成三溴化铂。